# Ermete martire
Ermete (Grecia, I secolo – Roma, 120) fu un liberto romano, che morì martirizzato e pertanto è venerato come santo dalla Chiesa cattolica e da quella ortodossa.

## Agiografia
Secondo la tradizione, sarebbe stato un ricco liberto di origini greche; morì martirizzato a Roma nel 120. Venne sepolto nel cimitero di Bassilla.
La sua esistenza sarebbe confermata dal fatto che il culto è molto antico. Nonostante ciò, i suoi Atti, inclusi in quelli di Papa Alessandro I, sono leggendari. Affermano che Ermete fu martirizzato a Roma con i compagni e furono uccisi per ordine di un giudice chiamato Aureliano.

## Culto
Il suo nome appare nel Martyrologium Hieronymianum non appena entra a far parte della Depositio Martyrum all'interno del Cronografo del 354.
Papa Pelagio II (579-590) dedicò al santo il cimitero e una basilica costruita sopra il suo sepolcro che fu poi restaurata da Papa Adriano I (772-795). Una catacomba sulla Via Salaria porta il suo nome. 
Nel Rito romano la sua festa ricorre il 28 agosto. Sotto questa data compare anche nel Martirologio Romano: «A Roma nel cimitero di Basilla sulla via Salaria antica, sant'Ermete, martire, che, come riferisce il papa san Damaso, venne dalla Grecia e Roma accolse come suo cittadino quando patì per il santo nome.».
Nonostante sia riconosciuto come santo dalla Chiesa cattolica, la sua commemorazione era stata rimossa dal Calendario dei santi nel 1969 per la scarsità di informazioni sul suo conto.
Il corpo venne traslato nell'829, per ordine di papa Gregorio IV, nella basilica di San Marco Evangelista al Campidoglio. Nel XVIII secolo se ne veneravano alcuni resti a Sant'Alessio e a San Clemente mentre a Santa Maria Maggiore veniva esposto un suo braccio. La reliquia di un dito, traslata in Francia, si dice che avesse operato diversi miracoli.
Alcune delle sue reliquie furono donate a Spoleto da Papa Gregorio Magno. Papa Leone IV ne donò altre a Lotario I, il quale le portò a Kornelimünster, vicino ad Aquisgrana. In seguito, nel IX secolo, furono portate a Ronse. Durante le incursioni dei Vichinghi fu più volte intimato ai monaci di lasciare la città e il monastero fu incendiato dai Normanni nell'880. Le reliquie furono recuperate nel 940 e collocate nella cripta romanica nel 1083. La chiesa di Sant'Ermete, che fu costruita in seguito al di sopra della cripta, fu consacrata nel 1129. L'economia locale era sostenuta dai pellegrinaggi in onore del santo, noto per le guarigioni dai disturbi mentali. Esiste ancora un detto francese:
(Detto francese)
Nei secoli passati il fuoco di sant'Elmo fu chiamato anche "fuoco di sant'Ermete."

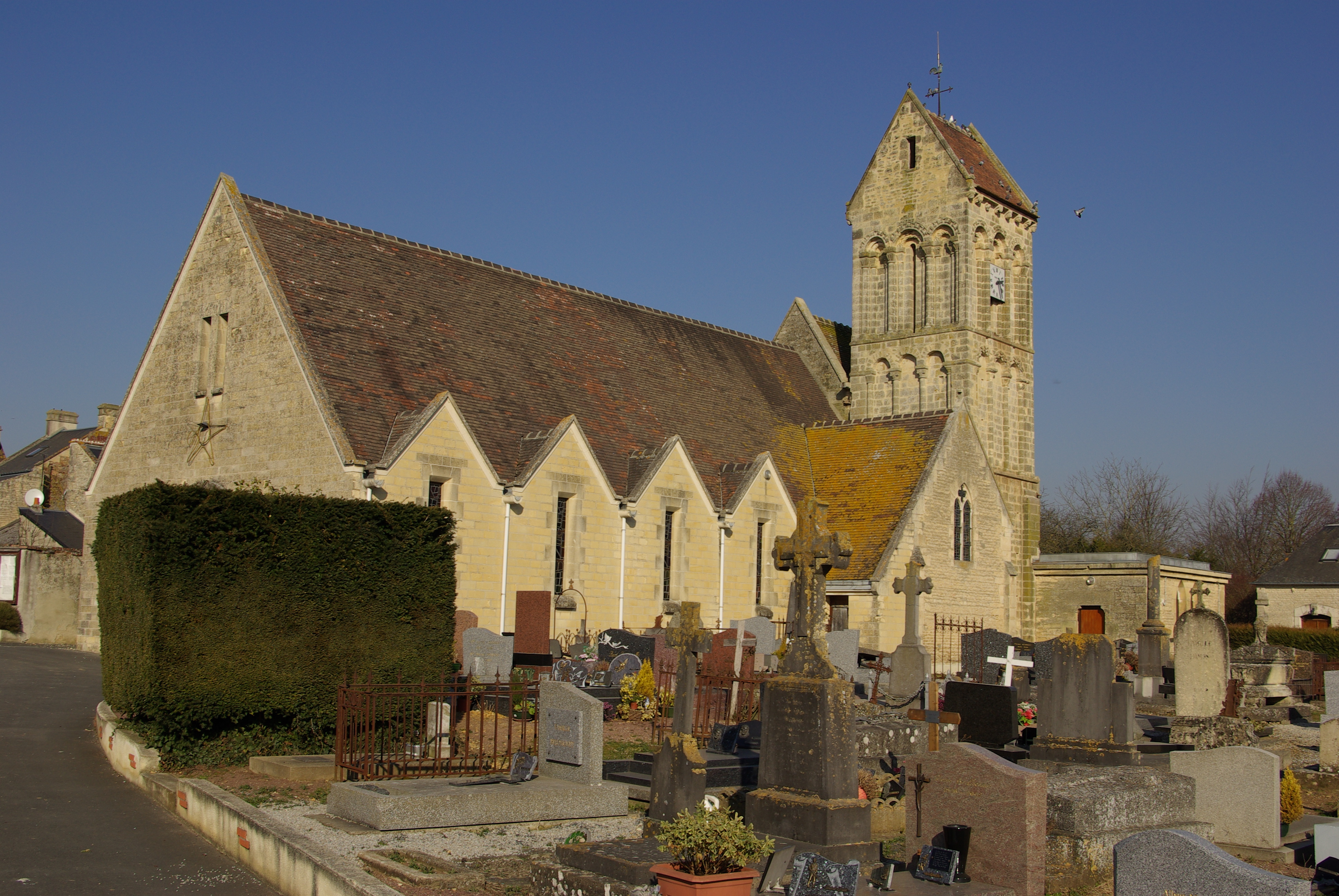
La chiesa di Sant'Ermete a Fontenay-le-Marmion, in Francia
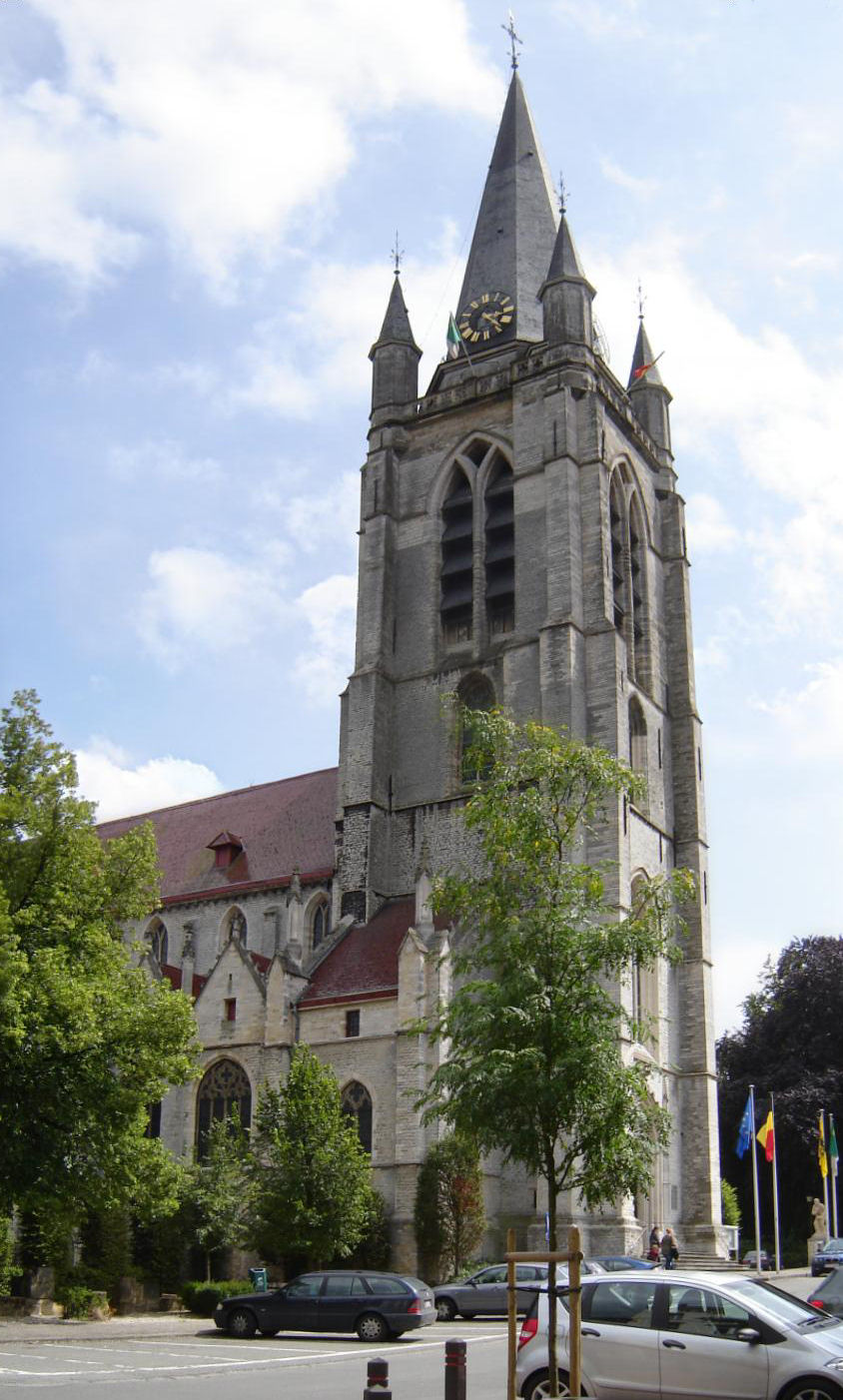
La chiesa di Sant'Ermete (Sint-Hirmes) a Ronse, in Belgio
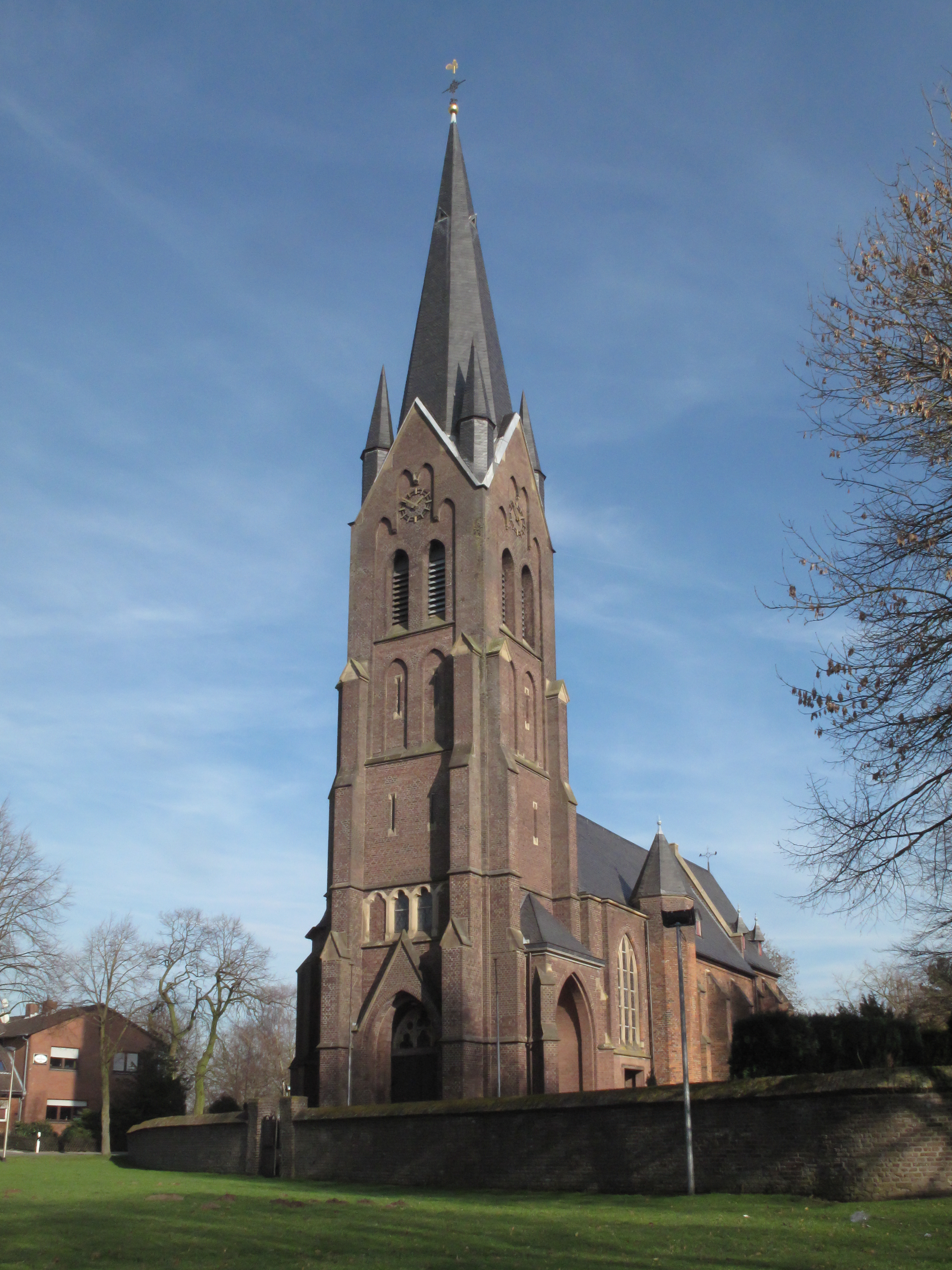
La chiesa di Sant'Ermete a Warbeyen, in Germania
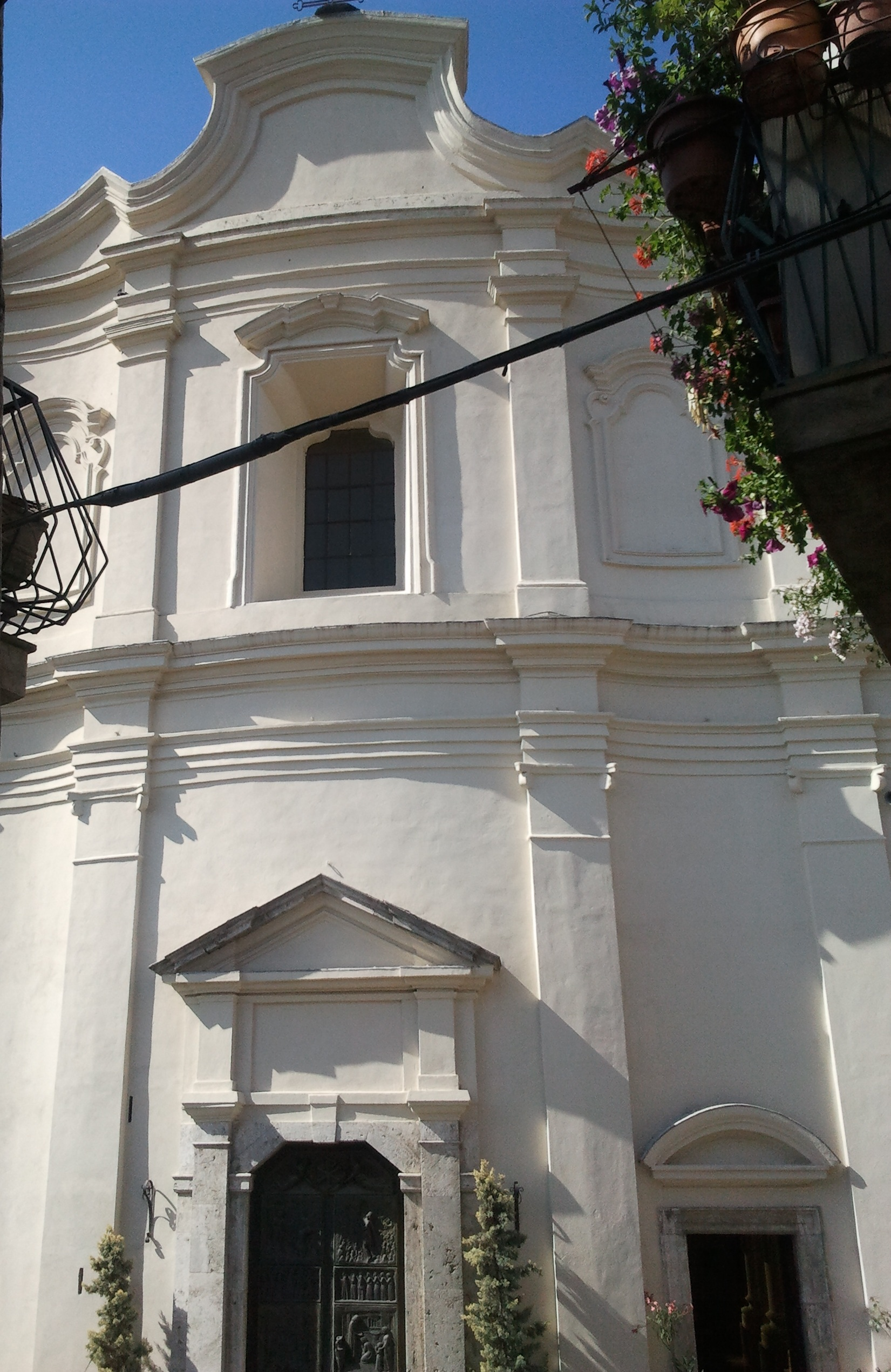
Il duomo di Ischia di Castro intitolato a Sant'Ermete
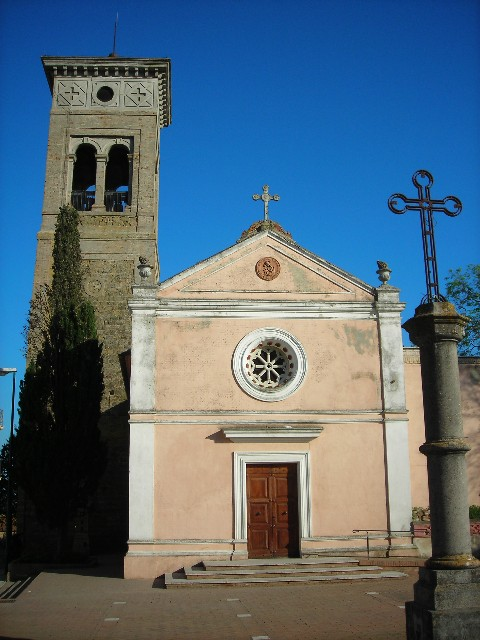
La chiesa di Sant'Ermete a Brufa

### Patronati
Sant'Ermete è patrono di alcune località italiane:
- Acquapendente (VT)
- Blera (VT), compatrono
- Brufa, frazione di Torgiano (PG)
- Forte dei Marmi (LU)
- Gabicce Mare (PU)
- Ischia di Castro (VT)
- Sant'Ermo, frazione di Casciana Terme Lari (PI)
- Sciarborasca, frazione di Cogoleto (GE)

Sant'Ermete viene invocato contro le malattie mentali.